# Février 1961

## Événements
- 1er février : lancement du premier missile américain intercontinental  Minuteman.

- 3 février : Harold Macmillan condamne la politique d’apartheid au Cap au nom du « vent du changement » qui fait « monter la conscience nationale » dans tout le continent africain.

- 4 février : rébellion nationaliste en Angola[1] soutenue par l’Union soviétique (1961-1974). Émeute à Luanda suivie d’une insurrection massive de paysans (février-mars). Les membres du MPLA tueront 2000 colons portugais en un jour, ce qui déclenche la guerre d´indépendance (1961-1974). L´insurrection sera matée dans le sang (10 000 morts, 40 000 réfugiés).

- 9 février : premier concert des Beatles au Cavern Club de Liverpool.

- 10 et 11 février : les 6 États-membres de la CEE veulent une union politique.

- 11 février : création en Espagne de l'Organisation armée secrète (OAS) par Pierre Lagaillarde et Jean-Jacques Susini  pour défendre l'Algérie française.

- 14 février: découverte du Lawrencium, élément chimique no 103.

- 15 février : 
  - Crash du Vol 548 Sabena faisant 74 victimes.
  - France : éclipse lunaire.

- 20 - 22 février : des contacts secrets sont établis en Suisse entre Georges Pompidou et le GPRA.

- 23 février : 
  - Limogeage de Casanova et Servin, membres du bureau politique du PCF.
  - Ernesto Guevara devient ministre de l'industrie à Cuba. Il élabore un plan de restructuration, dans l’idée de rompre la dépendance économique de Cuba à l’égard des exportations de sucre, de diversifier la production agricole et d’industrialiser le pays. La production de sucre tombe de 6,8 millions de tonnes en 1961 à 4,8 en 1963, privant le pays de précieuses devises. L’industrialisation est handicapée par l’embargo nord-américain.

- 24 février : inauguration de l'aérogare d'Orly par le Général De Gaulle.

## Naissances
- 1er février : Daniel M. Tani, astronaute américain.
- 3 février : Awn Hussain Al Khashlok, homme d'affaires irakien.
- 4 février : 
  - Vladimir Pachkov, Homme politique ukrainien.
  - Gilbert F. Houngbo, homme politique togolais et ancien premier ministre du Togo.
- 5 février : Joseph Lambert, Homme d'État Haïtien.
- 6 février :
  - Iouri Onoufrienko, cosmonaute russe.
  - Florence Aubenas, journaliste et grand reporter française ex-otage en Irak.
- 7 février : Maria Probosz, actrice polonaise.
- 8 février : Noureddine Taboubi, syndicaliste tunisien.
- 12 février : David Graeber, anthropologue († 2 septembre 2020).
- 17 février : Olivier Charlier, violoniste français.
- 18 février : Armin Laschet, personnalité politique allemande.
- 21 février : Amar Ghoul, Homme politique algérien.
- 23 février : Eddy Caekelberghs, journaliste belge.
- 26 février : Vincent Duclert, historien français.
- 27 février : James Worthy, basketteur américain.
- 28 février : 
  - Rae Dawn Chong, actrice canadienne
  - René Simard, chanteur.

## Décès
- 4 février : Scott LaFaro, contrebassiste de jazz américain (3 avril 1936).
- 12 février : Camille Van De Casteele, coureur cycliste belge (27 juin 1902).
- 26 février : Mohammed V, roi du Maroc.
- 9 février : Louis Clesse, peintre belge